# 정 정공
정 정공(鄭定公, ? ~ 기원전 514년)은 중국 춘추 시대 정나라의 임금이다. 이름은 영(寧)이다.

## 사적
정 간공 36년(기원전 530년), 아버지 간공이 죽어 정공이 뒤를 이었다.

### 오나라와 정 정공

#### 고기잡이 늙은이
초 공왕 때 초나라에서 오자서가 정나라를 지나갔다.그때 오자서가 강물을 건너지 못하고 있을 때 고기잡이 늙은이가 그를 구해주었고,수배자였던 오자서의 비밀을 알리지 않겠다고 했다. 그러나 오자서는 그를 믿지 않았고 그 늙은이는 자살했다.

#### 공자 건의 운명(殞命)
초나라 공자 건은 예전부터 중원의 노른자위인 정나라를 탐냈다.그래서 정 정공을 죽이려고 했다. 그러나 음모가 들통나 공자 건은 죽고 오자서가 혼자 도망치다 고기잡이 늙은이를 만난 것이다.

#### 오나라의 침략
오자서는 원수와 은혜를 값을 줄 알았다.그래서 공자 건을 죽인 정 정공의 정나라를 침략했다.오왕 합려가 나서진 않았지만 큰 원정이었다.오나라는 맹렬히 정나라 수도 신정을 향해 달렸다.그런데 성 위에서 노를 든 남자가 내려왔다.그는 고기잡이 늙은이의 아들이었다.결국 그를 보고 오자서는 그에게 황금을 주며 군대를 철수했다. 정 정공은 오나라를 막은 공이 있는 고기잡이 늙은이의 아들에게 벼슬을 내렸다.
정공 16년(기원전 514년), 정공이 죽고 아들 채(정 헌공)가 뒤를 이었다.